# Coenotephria juraphila
Coenotephria juraphila är en fjärilsart som beskrevs av Eugen Wehrli 1939. Coenotephria juraphila ingår i släktet Coenotephria och familjen mätare. Inga underarter finns listade i Catalogue of Life.